# Claw
Claw é um jogo eletrônico de plataforma desenvolvido pela Takarajimasha e publicado pela Monolith Productions, em 1997.
O jogo foca-se no Capitão Claw, personagem que tem como objetivo matar os inimigos à sua volta e chegar ao fim de cada uma das fases. Além dos inimigos, existem armadilhas, áreas secretas e tesouros.
É considerado um excelente jogo de arcade horizontal.

## Enredo
A história do jogo é parecida com a maioria dos filmes sobre piratas: Um famoso gato pirata, Capitão Nathanael Joséph Claw, após ter seu navio afundado, foi aprisionado pelos Cocker-Spaniards (cães a serviço da coroa espanhola e que se assemelham à raça Cocker Spaniel). Na prisão ele descobre o pergaminho de um ex-prisoneiro chamado Eduardo Tobim atrás de um tijolo da parede. Ao ler o papel, ele vê um pedaço de um mapa e um texto, no qual Eduardo afirmava ter descoberto algumas das pedras do mítico Amuleto das Nove Vidas - um artefato místico que dá a seu detentor a vida eterna. Impulsionado pela aventura e a possibilidade de tornar-se o Imortal Capitão Claw, ele resolve seguir as pistas do mapa de onde estariam as nove pedras e os pedaços restantes de seu mapa.
Durante sua jornada em busca do amuleto, ele encontra vários inimigos como canídeos, alguns felinos traidores, seres míticos como sereias e et cetera. Depois de muito tempo, ele também acaba por reencontrar sua tripulação, a qual teria sido morta quando seu navio afundou na batalha náutica.